# Sematophyllum jollifii
Sematophyllum jollifii är en bladmossart som beskrevs av Hugh Neville Dixon 1937. Sematophyllum jollifii ingår i släktet Sematophyllum och familjen Sematophyllaceae. Inga underarter finns listade i Catalogue of Life.